# Отело (Вашингтон)
Отело (енгл. Othello) град је у америчкој савезној држави Вашингтон. По попису становништва из 2010. у њему је живело 7.364 становника.

## Демографија
Према попису становништва из 2010. у граду је живело 7.364 становника, што је 1.517 (25,9%) становника више него 2000. године.
| Група             | 2000.         | 2010.         |
| Белци             | 2.014 (34,4%) | 1.721 (23,4%) |
| Афроамериканци    | 31 (0,5%)     | 35 (0,5%)     |
| Азијати           | 59 (1,0%)     | 86 (1,2%)     |
| Хиспаноамериканци | 3.728 (63,8%) | 5.503 (74,7%) |
| Укупно            | 5.847         | 7.364         |